# Riozzese
L'Associazione Sportiva Dilettantistica Riozzese era una società calcistica italiana di Cerro al Lambro; doveva il suo nome alla frazione comunale di Riozzo in cui si trovava la sede sociale.

## Storia
L'Associazione Calcio Riozzese fu fondata nel 1964, quando un gruppo persone guidate da Ettore Massimini, che ne diventerà presidente, decise di fondare la squadra di calcio anche in una frazione come Riozzo che cominciava la propria espansione territoriale.

## La squadra femminile

### Storia
Dal 2001 la società decise poi di affiancare alle tradizionali squadre maschili anche quella femminile. Partite dalla Serie D, in cinque anni la squadra arrivò in Serie A. Nel 2004-2005 la squadra di Franco Lanzani, viene promossa in Serie A2. Il 13 maggio 2007 la Riozzese con la vittoria sul campo del Perugia ottiene la matematica promozione in Serie A. Nel giugno del 2007 la società ha nominato Mileto Faraguna, ex giocatore ed ex allenatore della squadra juniores, nuovo presidente al posto di Ugo Guazzelli. La prima storica partecipazione alla Serie A si conclude con un 7º posto nella stagione 2007-2008, in Coppa Italia viene eliminata in semifinale dalla Torres (1-2 in casa e 0-3 fuori). Nella stagione 2008-2009 terminò all'11º posto la conseguente retrocessione, ma la società rinuncia all'iscrizione in Serie A2 per causa di forza maggiore e decise di ripartire dalla Serie D regionale.
Il 17 aprile 2016 con la vittoria sul campo di Varedo la Riozzese vince il campionato di Serie C con tre giornate di anticipo e ottiene la promozione in Serie B. Nel 2018 viene di nuovo retrocessa in Serie C e nel 2019, pur avendo perso i play-off dopo aver concluso il girone al primo posto, viene ripescata in Serie B assieme al Vittorio Veneto per occupare i posti lasciati liberi da Pink Sport Time e Orobica, a loro volta ripescate in Serie A.
Nell'estate 2020 cede il titolo sportivo e il parco tesserate alla neoformata S.S.D. Riozzese Como e termina quindi la propria attività.

## Palmarès

### Competizioni nazionali
- Campionato italiano di Serie A2: 1

2006-2007 (girone A)
- Campionato italiano di Serie C: 1

2018-2019 (girone B)
- Coppa Italia Serie C: 1

2018-2019

### Altri piazzamenti
- Coppa Italia:

Semifinalista: 2007-2008
- Campionato italiano di Serie A2:

Secondo posto: 2005-2006 (girone A)

## Organico 2019-2020
Rosa, ruoli e numeri di maglia relativi all'incontro della 2ª giornata di campionato, fonte sito FIGC.it
| N. |                   | Ruolo | Calciatrice               |
| -- | ----------------- | ----- | ------------------------- |
| 2  | Italia (bandiera) | D     | Valentina Pedretti        |
| 3  | Italia (bandiera) | C     | Giulia Grumelli           |
| 4  | Italia (bandiera) | D     | Elisa Galbiati (capitano) |
| 5  | Italia (bandiera) | D     | Martina Tugnoli           |
| 6  | Italia (bandiera) | C     | Ester Postiglione         |
| 7  | Italia (bandiera) | A     | Biancamaria Codecà        |
| 8  | Italia (bandiera) | C     | Andrea Rebecca Belloni    |
| 9  | Italia (bandiera) | A     | Benedetta Oleotti         |
| 10 | Italia (bandiera) | A     | Aurora Liuzzi             |
| 11 | Italia (bandiera) | A     | Roberta Edoci             |
| 12 | Italia (bandiera) | D     | Ilaria D'Ugo              |

| N. |                   | Ruolo | Calciatrice         |
| -- | ----------------- | ----- | ------------------- |
| 13 | Italia (bandiera) | P     | Roberta Ballabio    |
| 14 | Italia (bandiera) | D     | Arianna Varone      |
| 17 | Italia (bandiera) | C     | Elisa Lecce         |
| 32 | Italia (bandiera) | C     | Giulia Redolfi      |
| 21 | Italia (bandiera) | D     | Federica Callovini  |
| 22 | Italia (bandiera) | D     | Elisa Straniero     |
| 23 | Italia (bandiera) | A     | Alessia Rognoni     |
| 24 | Italia (bandiera) | A     | Jessica Spinelli    |
| 31 | Italia (bandiera) | D     | Jenny Dossi         |
| 93 | Italia (bandiera) | P     | Luna Arzeno         |
|    | Italia (bandiera) | A     | Alessia Rognoni     |
|    | Italia (bandiera) | C     | Eleonora Castellani |